# Currito de la Cruz (película de 1949)
Currito de la Cruz es una película española del año 1949 y que se basa en la famosa obra de 1921 de Alejandro Pérez Lugín.
Ha sido llevada al cine en cuatro ocasiones: en 1926, en 1936, la presente de 1949, dirigida por Luis Lucia, y en 1965, además de inspirar otros títulos de temática taurina.
Currito de la Cruz es la tercera de las cuatro adaptaciones cinematográficas de la novela homónima de Alejandro Pérez Lugín. Rodada en 1948 bajo la dirección de Luis Lucia nos cuenta la lucha de un torero por conseguir el amor de una mujer y defender su posición en el ruedo. La fiesta nacional ha sido llevada al cine en un sinfín de ocasiones: adaptaciones de novelas de temática taurina, biografías de toreros ensalzados a ídolos o films que han reflejado los aspectos más tópicos del folclore español.
Pepín Martín Vázquez, una de las figuras del toreo más importantes de la década de los 40, protagoniza este film apoyado por Jorge Mistral (Pequeñeces, La hermana San Sulpicio) y Manuel Luna, (Morena Clara, Agustina de Aragón). Las imágenes del torero sevillano en Madrid, Sevilla y México utilizadas en el montaje han convertido esta película, junto con Sangre y arena en el film taurino por excelencia.
Su primera adaptación cinematográfica corrió a cargo del propio autor y fue rodada en 1925 en colaboración con el director y actor Fernando Delgado, quien hizo la segunda en 1935 para estrenarla al año siguiente. Rafael Gil rodaría la última adaptación en 1965 con Francisco Rabal y Arturo Fernández como protagonistas.

## Sinopsis
Es la tercera versión de la novela clásica de Alejandro Pérez Lugín y la que tiene las mejores escenas taurinas a cargo de su protagonista, el maestro sevillano Pepín Martín Vázquez, que da vida al papel del huérfano "Curro", que decide ser torero.
Carmona (Manuel Luna) se corta la coleta tras treinta años en activo y su fiel cuadrilla le sigue. Tras torear la última corrida y dar la buena nueva a su mujer y a su única hija Rocío (Nati Mistral) dice: "Se acabaron los sinsabores y las tristezas y también las palmas y los éxitos"
En un tentadero, Curro (Pepín Martín Vázquez) le hace un oportuno quite al maestro, y como muestra importantes aptitudes para el toreo, Carmona decide ayudarle en su carrera. Poco a poco, Curro va enamorándose de Rocío, pero ella solo tiene ojos para la actual figura, un apuesto Romerita (Jorge Mistral).
Como su padre no acepta la relación, Rocío huye con Romerita, que la abandonaría poco después, cuando se queda embarazada. Ella no se atreve a volver a casa con su bebé, pero Curro acoge a Rocío en casa de unos amigos suyos.
Aunque Curro había perdido la ilusión por torear y, por consiguiente, su sitio, cuando Rocío huyó con Romerita, decide volver a los toros y no tarda en triunfar de nuevo y acaparar la atención del público. Reta a Romerita a un mano a mano, que este acepta riendo, y en el peligroso quinto, Curro intenta avisar a su compañero que el toro vence por el pitón derecho. El orgulloso Romerita hace caso omiso de la advertencia y sufre una grave cornada.
Antes de morir se arrepiente de todo el mal que ha hecho y pide perdón. Al final, le ruega a Curro que cuide a su hija y dice: “Cuando sea mayor, no dejes que se le acerque ningún Ángel Romera”. Rocío se da cuenta de que realmente quiere a Curro. Todos regresan a Sevilla para la Semana Santa, donde ella canta una saeta desde el balcón ante el paso de una procesión El Gran Poder - El padre reconoce su voz y, naturalmente, termina por perdonarla.
Esta película contiene excelentes escenas rodadas en el campo, en las ganaderías de Carmen de Federico en Sevilla, Antonio Pérez en Salamanca, y Manuel González y Teresa Oliveir, incluyendo el acoso y derribo, además de fragmentos de corridas filmadas en Las Ventas, Sevilla, México, Vista Alegre y Córdoba. El film termina felizmente para todos menos, para Romerita.
"¡Ojo, no se confundan!", decía Luis Lucia a propósito de su Currito de la Cruz, tercera pero no última versión cinematográfica española de la famosa novela de Alejandro Pérez Lugín. Quizás tuviera razón el director valenciano muerto hace poco. A pesar del delirio melodramático del texto original y del énfasis que él añadió, es probable que su película, fechada en 1948, fuera la que más dignamente respetara los tópicos obligados.
En este sentido, el actual decano de la crítica cinematográfica española, Luis Gómez Mesa, destacó esta versión de Currito de la Cruz en su libro Toros y toreros en la pantalla como «la mejor película taurina hecha hasta el momento en España». Gómez Mesa fundaba su afirmación en el hecho de que, a tenor de las otras adaptaciones de la novela, en esta se pretendió «eliminar en lo posible la parte folletinesca del relato, sin pérdida de lo esencial y de las situaciones básicas, comprimiendo la acción para agregar aspectos taurinos, con especial importancia de la parte de toros en el campo, que quedaría como uno de los valores documentales sobresalientes del filme».
Sería probablemente difícil, según tal criterio, revisar ahora las versiones anteriores de Currito de la Cruz, puesto que, a ojos vírgenes, la de Luis Lucia ya parece por sí sola bastante excesiva en sus ambiciones populistas. Basta con recordar la famosa secuencia de la saeta, cantada e interpretada por Nati Mistral, en la que esta -una hija descarriada- es perdonada en su maternidad extramatrimonial por su severo padre; o la no menos conocida secuencia en que este severo padre (el actor Manuel Luna) se corta la coleta al retirarse del oficio de matador de toros. «Los de ahora, ni eso saben llevar. Todo es postizo», señala en el momento cumbre uno de los miembros de la cuadrilla que acompaña al maestro en su último acto torero.
Además de los ya citados, otros momentos del filme abundan en similares situaciones, complaciendo con ellos a la audiencia de la época en todo momento.
Dicho mundo, no obstante, parece ser que quedó satisfecho con el filme, sobre todo porque una buena parte de él se rodó al aire libre en dehesas auténticas y porque la cuadrilla que acompaña al matador Carmona (el mencionado Manuel Luna) fuera también real, a excepción del actor secundario Felix Fernández, que se agregó a la cuadrilla por necesidades de la acción cinematográfica.

### Estrategia melodramática
De igual forma, el público menos aficionado a los toros quedó también complacido por la estrategia melodramática de la película. La interpretación de Jorge Mistral, que era entonces el galán de moda pero visto en Currito de la Cruz a través del papel de malo de la película, y la eventual aparición como actor de Pepín Martín Vázquez, añadieron un esplendor adicional al filme.

## Pepín Martín Vázquez y "Currito de la Cruz"
Pepín Martín Vázquez fue un diestro sevillano que tuvo su máximo esplendor en la década de los cuarenta y en Currito de la Cruz, película de toros dirigida en el año 1948 por Luis Lucia. A ambos, película y torero, les unió, desde entonces, una estrecha relación. 
Este torero, al que podemos incluir entre los más representativos de la llamada escuela sevillana, fue el elegido para protagonizar una de las versiones cinematográficas, la tercera, de Currito de la Cruz. El guion estaba basado en la novela homónima de Alejandro Pérez Lugín que, curiosamente, fue quien también dirigió la primera versión, con la ayuda del técnico cinematográfico Fernando Delgado. Se rodó en 1925 y su estreno tuvo lugar en el Teatro San Fernando de Sevilla, el 25 de enero de 1926. La segunda versión, y primera hablada, fue rodada, en 1935, bajo la dirección del propio Fernando Delgado y protagonizada por Antonio García Maravilla encarnando el papel de Currito. Como curiosidad apuntar que el coste del rodaje de esta película ascendió a 1.200.000 pesetas de las de entonces. Se estrenó el 2 de marzo de 1936 en el Palacio de la Música de Madrid.
La tercera versión fue dirigida en 1948 por Luis Lucia para estrenarse el 12 de enero de 1949. Se grabó una cuarta versión posteriormente, en 1965, dirigida por Rafael Gil y protagonizada por Paco Rabal, Arturo Fernández y Manuel Cano "El Pireo".
La característica principal de la tercera versión de Currito de la Cruz, a diferencia de las restantes, es que director y guionista, el escritor taurino Antonio Abad Ojuel, se propusieron recortar la parte del melodrama folletinesco y potenciar la parte documental, en la que se recogían algunos de los trabajos que se llevan a cabo con los toros; tanto en el campo, a tienta en plaza o en campo abierto, o las labores de embarque de una corrida; como en la plaza, desencajamiento, sorteo o enchiqueramiento. Además, estas imágenes documentales se subrayan con comentarios y explicaciones acertados y oportunos. 
Aunque lo más importante, según mi punto de vista, es el tratamiento que les dieron a las secuencias que tienen lugar en la plaza de toros, se recogen las suertes fundamentales de los tres tercios, se pica a los toros como debía de ocurrir en esa época, y con aquel peto mínimo de entonces, que yo no vi, y se recrea la lidia de un toro en la plaza de Las Ventas. Para ello, y aquí esta el mayor acierto, se elige un torero ya cuajado, que en aquellos años estaba en plena sazón y cuyo nombre estaba en la boca de los aficionados del momento.
Pero el nexo más firme entre Currito de la Cruz y Pepín Martín Vázquez, el que los mantiene ligados a lo largo del tiempo -y se cumplen este año sesenta de su rodaje- fue algo más que el éxito de la película tras su estreno, fue algo que no se podía prever entonces. Se da el caso que de este diestro sevillano, por las razones que sea, no existen imágenes grabadas de su labor en el ruedo -o se conservan muy pocas y las desconozco- salvo las que se recogen en esta película y, por lo tanto, este es el único testimonio -o de los pocos- que se han conservado para poder hacernos una idea de su forma de torear. De esta forma trasciende su valor como película, incluso en su parte documental, y adquiere la categoría de documento.
José Martín Vázquez Bazán, nació en Sevilla el 6 de agosto de 1927. Torero de dinastía, ya que tanto su padre, Francisco, como sus hermanos Manuel y Rafael, fueron matadores de toros. Inspirado en la escuela sevillana, de la que fue uno de sus máximos exponentes, desde muy pronto centró la atención de los aficionados. Se presentó en Madrid, como novillero, el 1 de abril de 1944, para estoquear ganado del vizconde de Garci-Grande, en unión de Paco Lara y Manuel Torres Bombita. Tras una campaña exitosa, toma la alternativa ese mismo año, el 3 de septiembre, en Barcelona. Cartel de lujo para la ocasión, Domingo Ortega, que ejerció de padrino, le cede la muerte del primer toro, Partidario, de la ganadería de don Alipio Pérez-Tabernero, les acompañaban Pepe Luis Vázquez y Carlos Arruza. Su triunfo en la Maestranza sevillana, durante la feria de abril del año siguiente, le catapultó para confirmar la alternativa ese mismo mes, el 29 de mayo, apadrinado por Pepe Bienvenida y en presencia de Morenito de Talavera, con toros de doña María Montalvo. 
El cartel de Pepín Martín Vázquez se mantuvo en todo lo alto hasta la terrible cornada que le infirió un toro de Concha y Sierra en Valdepeñas, Ciudad Real, el 8 de agosto de 1947, que le apartó de los ruedos durante casi un año, hasta el 12 de mayo de 1948. Este percance influyó decisivamente en su carrera taurina y a partir de entonces; otra cornada grave en Madrid el año de su reaparición; una más, en 1949, en Salamanca; otra herida grave en Lima, el 17 de diciembre, en el invierno de 1950, le van minando el ánimo y alejando de los ruedos. En 1951 permaneció inactivo, al año siguiente actúa en doce corridas (feria de San Isidro incluida en la que otorga la confirmación de alternativa al diestro mexicano Antonio Velázquez) y, por fin, se despidió del toreo el 22 de febrero de 1953 en Caracas, Venezuela, lidiando toros de Guayabita junto a Emilio Ortuño "Jumillano" y el ídolo local César Girón. 
Pepín Martín Vázquez, como he dicho anteriormente, fue considerado uno de los más genuinos y claros exponentes de la escuela sevillana, en la línea de Pepe Luis, Chicuelo y Belmonte. Los que lo vieron cuentan y no paran, aunque se lamentan de la cortedad de una carrera acosada por las cornadas, para los que no pudimos verlo, solo nos queda el consuelo de poder visionar estas imágenes -de las pocas, si no las únicas que existen- de Pepín Martín Vázquez en su intervención en la película Currito de la Cruz, una de las más serias que se han producido de temática taurina. El vídeo que presenta "La Cabaña Brava" en su página de YouTube extracta las secuencias de esta película que recogen el luminoso toreo del maestro sevillano.

## Vídeos en Youtube.com
- Guía de Cifesa